# Folwark Ludwika Meyera w Łodzi
Folwark Ludwika Meyera – zabudowania folwarczne pierwotnie należące do fabrykanta Ludwika Meyera, znajdujące się przy ul. Konstantynowskiej 107 na Brusie w Łodzi.

## Historia
W latach 40. XIX w. tereny, na których znajduje się folwark, jak i całe dobra Brus, nabył Mateusz Lubowicki. Część ziemi wykupił od niego Ludwik Meyer w latach 80. XIX w. Wyprzedając większość majątku, zamieszkał w folwarku w 1901 r. i wybudował na jego terenie drewnianą willę w latach 1901–1903. Następnie także tutaj zmarł w 1911 r. Jedynym jego dzieckiem była Zofia, która wyszła za Alfreda Biedermanna. To ich synowie – Rudolf i Helmut odziedziczyli folwark. Początkowo jego tereny dzierżawiono Czesławowi Silewiczowi, następnie część byłych ziem Meyera przekazano w dzierżawę wojsku na poligon. W 1927 r. na folwarku zamieszkał Helmut Biedermann wraz z żoną. W okresie ich zamieszkiwania w rezydencji powstał garaż, w którym na poddaszu znajdował się lokal dla służby. Przed rozpoczęciem II wojny światowej całość majątku obejmowała 380 ha, a jego wartość wynosiła około 1,5 mln zł. Po 1945 r. folwark przekształcono w PGR, którego dyrektorem od 1957 r. był Jerzy Małuszyński. Oprócz willi, w której mieszkało 7 rodzin i garażu, PGR obejmował również: stajnię, magazyn zbożowy, stolarnię, kuźnię, kurzą fermę, mleczarnię, oborę z krowami, oraz chlewnię z około 1400 świniami, która zaopatrywała państwowe rzeźnie. Na byłym folwarku produkowane były również sery, masło oraz śmietana. Gospodarstwo obejmowało ponadto uprawy: marchwi, buraków, ziemniaków i zboża. W gospodarstwie pracowało około 60 pracowników, a cały jego teren obejmował około 100 ha. W 1993 r. rozwiązano PGR, a w jego miejscu powołano spółkę pracowniczą. Część mieszkańców opuściła mieszkania. Teren byłego PGR-u należy do firmy Tonargo, spółki-córki Agencji Rolnej Skarbu Państwa, zaś dzierżawcą terenu jest Zbigniew Gałkiewicz.
Kompleks folwarku Meyera jest w trakcie procedury wpisu do rejestru zabytków.

## Architektura
Architektonicznie w obrębie byłego folwarku wyróżnia się willa Ludwika Meyera. Jest przedstawicielem stylu szwajcarskiego. Została ozdobiona bogatą snycerką i ażurowym gankiem, a także balkonikiem zakończonym wieżyczką. Obiekt nie posiada centralnego ogrzewania oraz dostępu do wodociągu, mieszkańców w wodę zaopatrują cysterny.